# One Woman's Live Journey
One Woman's Live Journey è un album dal vivo della cantante britannico-australiana Olivia Newton-John, pubblicato nel 2000.

## Tracce
1. Xanadu – 3:40 (Jeff Lynne)
2. Magic – 5:02 (John Farrar)
3. Don't Stop Believin' – 3:35 (Farrar)
4. Please Mr. Please – 3:54 (Bruce Welch, John Rostill)
5. Jolene – 2:17 (Dolly Parton)
6. Let Me Be There – 3:16 (John Rostill)
7. Sam – 3:47 (Farrar)
8. Have You Never Been Mellow – 4:05 (Farrar)
9. Precious Love – 3:46 (Olivia Newton-John, Anne Roboff)
10. Not Gonna Give Into It – 3:30 (Newton-John)
11. Flower That Shattered the Stone – 3:25 (Joe Henry, John Jarvis)
12. Back with a Heart – 3:25 (Newton-John, Gary Burr)
13. Suddenly (con Lindsay Field) – 3:00 (Farrar)
14. You're the One That I Want (con Joe Creighton) – 3:00 (Farrar)
15. Hopelessly Devoted to You – 3:10 (Farrar)
16. Summer Nights (con Lindsay Field) – 4:24 (Jim Jacobs, Warren Casey)
17. Don't Cut Me Down – 5:19 (Newton-John)
18. Somewhere Over the Rainbow – 3:17 (Harold Arlen, E.Y. Harburg)
19. If You Love Me (Let Me Know) – 3:31 (Rostill)
20. Physical – 5:30 (Steve Kipner, Terry Shaddick)
21. I Honestly Love You – 4:16 (Jeff Barry, Peter Allen)